# Haaften
Haaften (Dialect: Hofte) is een dorp in de Nederlandse provincie Gelderland. De voormalige gemeente maakt vanaf 2019 deel uit van de gemeente West Betuwe. Het dorp ligt op de noordoever van de Waal, in de stedendriehoek van Utrecht, Tiel en Gorinchem. Het gebied is landelijk, maar ligt tussen oost-westverbindingen zoals de A15, de N830 en de Waal, die ten oosten van het dorp gekruist wordt door de A2. In de huidige bebouwing is het oude lintdorp aan de Waalbandijk, met de kerk als centraal punt, nog te herkennen. Deze vorm ontwikkelde zich nadat Kasteel Goudenstein in 1672 grotendeels verwoest was. Vanaf de 19e eeuw is het dorp vanaf het gebied rond de kerk uitgegroeid naar het noorden en westen en op 1 januari 2023 telde het 2.890 inwoners.

## Bestuur en inwoners
Op 1 januari 1818 werd de gemeente Haaften afgesplitst van de toenmalige gemeente Herwijnen. Het grondgebied bestond uit Haaften, Hellouw en Tuil.
Bij de volkstelling van 1971 had de plaats Haaften 1845 inwoners.
Op 1 januari 1978 vond een gemeentelijke herindeling plaats, waarbij de gemeentes Haaften, Est en Opijnen, Ophemert, Varik en Waardenburg de gemeente Neerijnen gingen vormen. Het vroegere gemeentehuis aan de Koningsstraat werd een woonhuis, en Kasteel Neerijnen fungeerde voortaan als gemeentehuis. In 2011 en 2016 was Haaften met 2590 en 2673 inwoners het grootste dorp binnen de gemeente; met 2342 inwoners in 2016 was Waardenburg weinig kleiner. Veertig procent van de 12.349 inwoners van Neerijnen woonde in deze twee kernen.
Per 1 januari 2019 is de gemeente Neerlijnen opgegaan in de fusiegemeente West Betuwe, die gevormd is uit de gemeenten Geldermalsen, Lingewaal en Neerijnen.

## Ligging en verkeer
Haaften ligt in het rivierengebied, centraal in Nederland. Voor stedelijke voorzieningen zoals speciaalzaken zijn bewoners gericht op Zaltbommel, Leerdam of Gorinchem. Aan de Waal ligt Haaften op Rijnkilometer 936. De Bommelerwaard, aan de overkant van de Waal, is te bereiken via de A2, maar ook met het autoveer Brakel-Herwijnen.

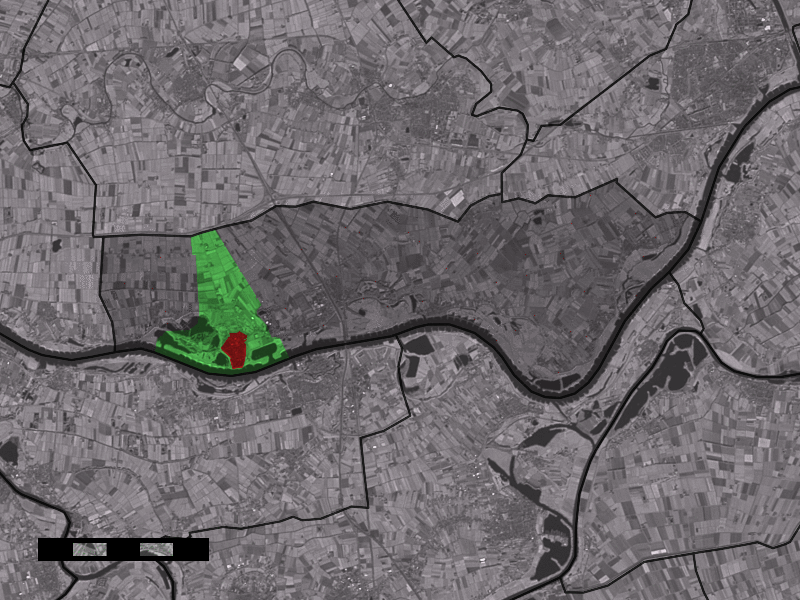
Haaften binnen de voormalige gemeente Neerijnen. Rood is het dorp en groen is het omringende statistische gebied.

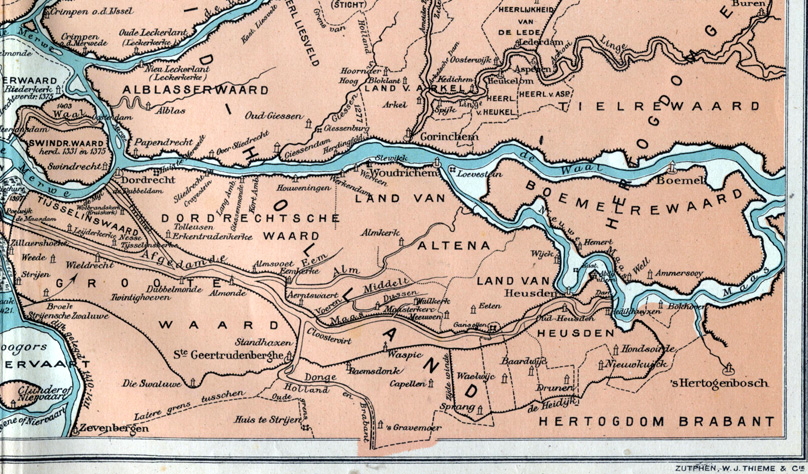
Situatie in 1421. Haaften ligt schuin tegenover "Boemel" in de "T" van het woord Hertogdom.

Het dorp ligt aan de provinciale weg 830 die van Gorinchem naar Geldermalsen loopt. De snelwegen A2 en A15 liggen op enkele minuten rijden, zodat Utrecht, 's-Hertogenbosch en Rotterdam snel te bereiken zijn. Het dorp ligt hemelsbreed op een kleine drie kilometer van de A2. Via de N830 (Graaf Reinaldweg), die door het agrarisch gebied aan de noordkant van Haaften loopt, is het ruim vier kilometer naar de A2. Naar Utrecht via (aansluiting 15 Geldermalsen) is de afstand circa 35 kilometer, vanuit Eindhoven via (aansluiting 16 Waardenburg) circa 55 kilometer. Rotterdam is bereikbaar via de A15, via aansluiting 29 Leerdam is de afstand circa 55 kilometer.
Het openbaar vervoer in Haaften wordt verzorgd door Arriva Personenvervoer Nederland. Buslijn 47, van Gorinchem naar Geldermalsen, gaat door het dorp. Bij Geldermalsen en het dichterbij gelegen Zaltbommel zijn stations van de spoorlijn Utrecht – Boxtel.
Tot de jaren zestig was er een voetveer over de Waal naar Gameren. In feite meerde het veer aan tussen dit dorp en Zaltbommel, dat op die manier vlot bereikbaar was voor voetgangers en fietsers. Aan de Haaftense kant meerde het aan nabij de hervormde kerk, die pal aan de dijk staat.
De Waalbandijk is een geliefd toeristisch traject voor fietsers, motoren en auto's. De Waal maakt ter plaatse een bocht en ook de buitendijkse Crobsche Waard aan de westkant begrenst het dorp. Daardoor ligt de dijk aan drie kanten krap om Haaften heen en ligt het dorp op een uitstulping, de Kaap van Haaften. De krappe ruimte vraagt bijzondere voorzieningen om bij hoogwater de dijk veilig te houden zonder historische panden af te breken.

## Bezienswaardigheden
Aan de Waalbandijk staan de korenmolen De Blauwe Reiger en de Nederlands Hervormde Kerk, die in 2007 van binnen gerestaureerd is. In de achtertuin van een huis aan de Dreef staat het restant van kasteel Goudenstein, enkel een hoektoren met muurstompen. Deze drie gebouwen markeren de horizon van Haaften. Verder bevinden zich binnendijks langs de Waalbandijk enkele bewoonde, gerestaureerde boerderijen uit de 19e eeuw, maar vooral buitendijks zijn dijkwoningen gesloopt voor dijkverzwaringen. De laatste dijkverzwaring vond plaats in 1999 en 2000 naar aanleiding van het hoogwater in 1995 dat leidde tot de evacuatie van het Rivierenland.

## Natuur
De uiterwaarden rond Haaften vormen natuurgebieden met allerlei watervogels; vooral de Crobsche Waard van 77 hectare, die is ontstaan door kleiwinning voor de plaatselijke baksteenindustrie. Ten gevolge van die activiteit ontstonden er kleine en grotere waterpartijen en huisvest het gebied veel vogels. Binding met de omgeving kenmerkt zich ook door de voormalige zwembadput en de ijsbaan. Deze laatste wordt nog beheerd door een actieve ijsclub met de toepasselijke naam “de IJsvogels”. Dit is een blauw vogeltje met een typische snelle vlucht, dat ook in het gebied voorkomt. Bij het voormalige natuurzwembad in de Crob, zoals deze waard in de volksmond heet, huist een aalscholverkolonie. In het havengebied willen nog weleens kluten, wulpen en andere waadvogels neerstrijken. De oude huizen in de omgeving vormen een uitstekende plek voor zwaluwen en vleermuizen. Hun aantal is achteruitgegaan, onder meer door het isoleren van huizen en het verdwijnen van de bovengrondse telefoonlijnen bij een van de dijkverzwaringen.

## Multifunctioneel centrum
Na bijna twintig jaar van plannenmakerij is in het najaar van 2012 aan de Bernhardstraat de bouw van een multifunctioneel centrum begonnen, iets ten noorden van de dorpskern. Op 8 februari 2014 is De Burcht van Haeften officieel in gebruik genomen. De ceremoniële opening van het Kulturhus werd verzorgd door de voorzitter van de Tweede Kamer Anouchka van Miltenburg en de waarnemend burgemeester van Neerijnen Loes van Ruijven. In het gebouw zijn twee basisscholen, de buitenschoolse opvang, de peuterspeelzaal en de bibliotheek gevestigd. Ook is de sporthal gevestigd aan het gebouw.

## Verenigingsleven
In Haaften zijn de volgende sportverenigingen actief:
- v.v. Haaften (voetbal)
- Wilskracht (gymnastiek)
- PRO (badminton)
- T.V. Haaften (tennis)
- A.S.I.O. (tafeltennis)
- Haaften Kwiek (volleybal)
- Op Snelle Wieken (duivensport)
- De IJsvogel (ijsclub)
- H.S.V. De Elft (visvereniging)
- Adriaan Spee (karate)

Op het gebied van cultuur kent Haaften de volgende verenigingen:
- muziekvereniging "Nieuw Leven"
- Haaftensch Mannenkoor
- liederenkoor "Bekaant Goed"
- Jongerenkoor Rejoice
- Studiekring Haaften

## Onderwijs
In Haaften zijn een peuterspeelzaal en twee basisscholen gevestigd. De openbare basisschool is een van de oudste scholen in het rivierengebied; deze is na de dorpsbrand van 1866 door de gemeente en de bewoners heropgebouwd. Sinds de bouw van De Burcht van Haeften is alle onderwijs daar geconcentreerd. De instellingen zijn:
- Kris Kras (peuterspeelzaal)
- Goudenstein (christelijke basisschool, onderdeel van CPOB)
- De Wielewaal (openbare basisschool, onderdeel van Fluvium), tot 2022 OBS Koning Willem Alexander

## Haven en Kerkewaard
Vanaf 1968 werd een zandgat uitgebaggerd om de Kerkewaard op te spuiten tot industrieterrein. Het zandgat kreeg laad- en loskades, maar de voormalige uiterwaard trok geen industrie aan. In 1986 is de haven in gebruik genomen als overnachtingshaven met plaats voor 25 tot 30 schepen. Het omliggende terrein wordt gebruikt als overnachtingsplaats voor vrachtwagens.
Er zijn plannen voor een overslagpunt in de haven: binnenvaartcontainervervoerder Van Uden wil de files rond Rotterdam omzeilen door een overslagpunt voor de binnenvaart aan te leggen in Haaften. Men hoopte vanaf 2010 circa 350.000 containers per jaar te vervoeren, mogelijk oplopend naar 1.000.000 containers in 2020. Volgens Van Uden waren de plannen geheel in lijn met de doelstellingen van het Havenbedrijf Rotterdam. De plaatselijke politiek twijfelde echter over wenselijkheid en haalbaarheid. Ook is het onduidelijk of dit plan verenigbaar is met plannen van Rijkswaterstaat om de overnachtingshaven uit te breiden naar 70 ligplaatsen, ook voor schepen tot 135 meter. Anno 2015 vermeldde de bedrijfswebsite een soortgelijke visie op het potentieel van de locatie, maar zonder aanduiding van schaalgrootte of uitvoeringsintenties.

## Historische feiten
- Omstreeks het jaar 960 wordt Haaften (als Hoaftens) vermeld in een lijst van bezittingen van de St. Maartenskerk te Utrecht, een voorloper van de huidige Dom.
- 1672: Kasteel Goudenstein verwoest door Franse troepen. Alleen een zwaar beschadigde hoektoren met muurstompen blijft staan, die in 1968 gerestaureerd is.
- 9 juni 1866: grote brand waarbij 65 huizen en het schoolgebouw werden verwoest.
- In 1872 scoorde de toenmalige gemeente Haaften opvallend hoog bij de landelijke inzamelingsactie voor een standbeeld van de op 4 juni van dat jaar overleden staatsman Johan Rudolf Thorbecke.[14]
- 25 juni 1967: de windhoos die onder andere Tricht treft, raast grotendeels langs Haaften en verwoest onder andere het Crobhuis bij de steenfabriek en enkele kassen.

- 2 februari 1995: bij de evacuatie van het Rivierenland als gevolg van de hoge waterstand in de Waal wordt ook Haaften geëvacueerd. Op 5 februari 1995 kunnen de inwoners terugkeren.
- 12 december 2007: Haaften wordt samen met Vuren, Spijk, Asperen, Rhenoy, Acquoy, Herwijnen, Hellouw en dorpen in de Tielerwaard en Bommelerwaard getroffen door een grote stroomuitval nadat een Apachehelikopter tegen hoogspanningskabels bij Hurwenen was gevlogen.

## Bekende (oud)inwoners
- Cor de Kock (1946), Fotograaf
- Maite Hontelé (1980), Trompettiste
- Nimir Abdel-Aziz (1992), Olympisch volleyballer